# Staying Alive
Staying Alive è un film del 1983 diretto da Sylvester Stallone.
La pellicola, con protagonisti John Travolta, Cynthia Rhodes e Finola Hughes, è il sequel del film La febbre del sabato sera del 1977.

## Trama
Tony Manero alloggia in un malandato appartamentino di Manhattan dopo  aver lasciato Brooklyn per cercare lavoro come ballerino. Di giorno fa audizioni e impartisce lezioni di ballo in una palestra, mentre di notte arrotonda lavorando come cameriere in una discoteca. Si dedica con animo alla sua passione, la danza "moderna", e anche se continua a incontrare altre donne, instaura una relazione stabile con Jackie, ballerina che lavora nella stessa palestra di giorno e che fa la cantante in una band la sera.
Un giorno Manero, recatosi a teatro per vedere uno spettacolo di danza a cui partecipa anche Jackie (in un ruolo secondario), vede Laura, ballerina protagonista. Colpito dalla sua bravura e dalla sua bellezza, alla fine dello spettacolo si presenta. Laura, di famiglia ricca, ha un atteggiamento snob, soprattutto in risposta a quello spavaldo e un po' invadente di Manero, e perciò all'inizio lo respinge; nonostante tutto, però, interessandogli e presolo in simpatia, si reca a vederlo quando Manero si presenta ai provini per un balletto che si terrà a Broadway e rimane colpita dalla sua energia e dalla sua grinta. I due trascorrono così una giornata insieme e passano la notte a casa di lei. Tony si sente perciò legato a Laura, ma la giovane lo allontana improvvisamente iniziando nuovamente a snobbarlo (sostenendo che "tutti usano tutti").
Per Tony le cose non vanno troppo bene, visto che anche Jackie, considerandolo inaffidabile sentimentalmente, decide di rompere con lui e di iniziare a frequentare il musicista Carl (con cui canta). Tony, avvilito a causa delle delusioni amorose e disgustato dalla vita falsa della città, cammina pensieroso tutta la notte e, dopo aver attraversato il ponte di Brooklyn, torna a rivedere i luoghi in cui era cresciuto. Tra questi la casa dove viveva con la famiglia, dove si ferma a fare colazione con la madre Flo.
Nonostante tutto, il sentimento tra lui e Jackie non viene meno e i due tornano presto insieme. Entrambi vengono presi come ballerini di fila per il nuovo spettacolo sulla redenzione intitolato Satan's Alley del coreografo Jesse, a cui lavora anche Laura, ballerina protagonista assieme al primo ballerino Butler. Tutti iniziano a lavorare duramente, vista l'esigenza del regista, e Tony si propone come ballerino protagonista (poiché Butler, essendo troppo freddo e distaccato, veniva continuamente criticato da Jesse), prendendo la parte e accompagnando Laura che pure è contraria.
L'ostilità è immediata e chiara, ma Tony è considerato il più adatto alla parte. Dedicandosi anima e corpo allo show, tenace e ambizioso, Tony può contare sul costante supporto di Jackie. Durante l'esibizione della prima Tony fa quello che valuta vada bene, andando contro il testo già scritto e migliorando lo spettacolo. Lo show si rivela un successo, e dopo una "standing ovation", Manero, stanco ma soddisfatto, grida a Jackie "vado a farmi il mondo!" (nella versione originale: "vado a pavoneggiarmi"), uscendo a passeggiare a Midtown Manhattan in maniera simile a quanto aveva fatto a Bay Ridge nella celebre scena iniziale de La febbre del sabato sera.

## Produzione
Il regista Sylvester Stallone compare in un piccolo cameo nelle prime scene del film: è infatti l'energumeno che per strada urta Tony Manero. Stallone seguì personalmente gli allenamenti fisici di John Travolta per la preparazione del film. A fare una piccola apparizione (in sala prove) è anche Patrick Swayze, oltre a un giovanissimo Richie Sambora, in seguito divenuto famoso come chitarrista dei Bon Jovi (che però non viene accreditato nel cast originale).
Durante il film alcune canzoni della colonna sonora sono eseguite dal fratello minore di Stallone, Frank, che recita anche nel ruolo di Carl, e da Cynthia Rhodes (nel ruolo di Jackie), corista e cantante, sia da solisti che in duetto. Rhodes, nota soprattutto come ballerina, nel film compie una delle sue prime esibizioni come cantante.

## Colonna sonora
Le canzoni presenti nei titoli del film sono 17 mentre nel disco della colonna sonora sono solo 12.
Ecco la lista "track list" del disco:
1. Bee Gees – The Woman in You – 4:04 (Barry Gibb/Robin Gibb/Maurice Gibb)
2. Bee Gees – I Love You Too Much – 4:27 (Barry Gibb/Robin Gibb/Maurice Gibb)
3. Bee Gees – Breakout – 4:46 (Barry Gibb/Robin Gibb/Maurice Gibb)
4. Bee Gees – Someone Belonging to Someone – 4:26 (Barry Gibb/Robin Gibb/Maurice Gibb)
5. Bee Gees – Life Goes On – 4:26
6. Bee Gees – Stayin' Alive (Edited Version) – 1:33
7. Frank Stallone – Far From Over – 3:56 (testo: Frank Stallone – musica: Vince DiCola)
8. Tommy Faragher – Look Out for Number One – 3:20 (Bruce Stephen Foster/Tom Marolda)
9. Cynthia Rhodes – Finding Out the Hard Way – 3:33 (Frank Stallone/Roy Freeland)
10. Frank Stallone – Moody Girl – 4:08 (Frank Stallone/Joe Esposito/Vince DiCola)
11. Tommy Faragher – (We Dance) So Close to the Fire – 3:45 (Randy Bishop/Tommy Faragher)
12. Frank Stallone & Cynthia Rhodes – I'm Never Gonna Give You Up – 3:30 (Frank Stallone/Joe Esposito/Vince DiCola)

Le canzoni non presenti nel disco sono le seguenti
1. Gary Wright – Devils and Seducers
2. Royale Theater Show (musica: Frank Stallone e Vince DiCola)
3. Frank Stallone & Cynthia Rhodes – Hope We Never Change
4. Frank Stallone & Cynthia Rhodes – Waking Up
5. Joe Bean Esposito – The Winning End

## Accoglienza
Staying Alive ricevette recensioni negative e sul sito di aggregazioni di recensioni Rotten Tomatoes ha un indice di gradimento dello 0% su 27 voti. Il consenso critico del sito recita: "Questo sequel de La febbre del sabato sera è incredibilmente imbarazzante e superfluo, e tradisce la profondità drammatica dell'originale con una serie di sequenze di ballo prive di ispirazione".
Il celebre critico Roger Ebert inserì la pellicola nella sua lista dei "film più odiati", assegnandole una sola stella su quattro: "Proprio come Flashdance, questo non è un vero e proprio film, ma una serie infinita di intermezzi musicali tra scene drammatiche che drammatiche non sono. Non è neppure un buon film come Flashdance, ma si appella allo stesso pubblico; è un Walkman per gli occhi. [...] I personaggi sono dei cliché, le loro vite sono dei cliché e perfino i loro dialoghi sono dei cliché".
Nonostante ciò, all'uscita si rivelò un grande successo commerciale e guadagnò complessivamente 127 milioni di dollari (di cui 65 milioni solo negli Stati Uniti) su un budget di 22 milioni, divenendo uno dei maggiori incassi dell'anno ma non riuscendo però a raggiungere i numeri del predecessore (il quale aveva guadagnato solo negli Stati Uniti 139,5 milioni). Altrettanto successo ebbe la canzone cantata da Frank Stallone per la colonna sonora, Far from Over, che raggiunse la decima posizione della Billboard Hot 100. Molti critici però concordarono unanimemente sulla mancanza del realismo e della grinta che aveva contraddistinto il primo film, sacrificato per le numerose scene di ballo. Nel 2006 la rivista Entertainment Weekly lo inserì al primo posto nella lista dei peggiori sequel di sempre.

## Riconoscimenti
- 1984 - Golden Globe
  - Candidatura per la Miglior canzone originale (Far From Over) a Frank Stallone e Vince DiCola
- 1984 - Grammy Award
  - Candidatura per il miglior album per film o televisione
- 1984 - Young Artist Awards
  - Candidatura per il miglior film per famiglie